# Ведидкари
Ведидкари (груз. ვედიდკარი) — село в Грузии, на территории Мартвильского муниципалитета края (мхаре) Самегрело-Верхняя Сванетия.

## География
Село находится в западной части Грузии, к востоку от реки Абаши, на расстоянии приблизительно 8 километров (по прямой) к юго-западу от города Мартвили, административного центра муниципалитета. Абсолютная высота — 82 метра над уровнем моря.

## Население
По результатам официальной переписи населения 2014 года в Ведидкари проживало 713 человек (346 мужчин и 367 женщин). В национальной структуре населения грузины составляли 99,9 %.
| Год  | Население, человек |
| ---- | ------------------ |
| 2002 | 999                |
| 2014 | ↘ 713              |